# Vitiaziphyllum nuchalum
Vitiaziphyllum nuchalum är en ringmaskart som beskrevs av Uschakov 1972. Vitiaziphyllum nuchalum ingår i släktet Vitiaziphyllum och familjen Phyllodocidae. Inga underarter finns listade i Catalogue of Life.